# Michel Onfray
Pour les articles homonymes, voir Onfray.
Ne doit pas être confondu avec Michel Aufray.
Michel Onfray, né le 1er janvier 1959 à Argentan, est un philosophe, essayiste et polémiste français.
À la suite de l'accession de Jean-Marie Le Pen, dont il combat alors les idées, au second tour de l'élection présidentielle française de 2002, il quitte sa carrière d'enseignant pour créer l'université populaire de Caen, où il délivre pendant seize ans le cours « contre-histoire de la philosophie », qui est retransmis sur la station de radio France Culture.
Il intervient régulièrement à la radio et à la télévision sur des sujets politiques et sociétaux. Ses prises de position suscitent de nombreuses controverses. Écrivain prolifique avec plus de 150 livres écrits, dont plusieurs ont été des succès critiques et commerciaux, ses ouvrages sont traduits dans plus d'une vingtaine de langues.
Alors qu'il se définit comme libertaire et proudhonien au départ, et qu'il est historiquement classé à gauche voire à l'extrême gauche, il connaît par la suite une évolution de ses positions politiques qui le conduit vers des positions proches de l'extrême droite,,,,,. Il cofonde et anime depuis 2020 la revue Front Populaire, que le politologue Jean-Yves Camus qualifie d'« antilibérale, populiste et souverainiste ».

## Biographie

### Origines et jeunesse à l'orphelinat
Michel Onfray naît le 1er janvier 1959 à Argentan (Orne), de Gaston Onfray (1921-2009), ouvrier agricole, et d'Hélène, femme de ménage abandonnée bébé puis placée à l'Assistance publique,. Il a un frère cadet, Alain.
En 1969, à l'âge de 10 ans, Michel Onfray est envoyé par ses parents à l'orphelinat de Giel, établissement catholique tenu par des prêtres salésiens. Il en garde un souvenir important et mentionne cet événement dans plusieurs de ses ouvrages,,,,,. Selon un commentateur, son athéisme serait à chercher dans ces souvenirs d'enfance.
Durant ce séjour, à l'âge de 11 ans, il rédige ses premiers textes et les compile dans un cahier nommé « Carnet jaune », présenté dans le premier chapitre du Cahier de l'Herne consacré à Michel Onfray.

### Études
De 1979 à 1982, entre 20 et 23 ans, Michel Onfray est employé au sein de la rédaction d'Ouest-France à Argentan afin de financer ses études de philosophie,. Il démarre ses études de philosophie à l'université de Caen, où il est notamment l'élève de Lucien Jerphagnon.
En 1986, à l'âge de 27 ans, il soutient une thèse de doctorat de troisième cycle au centre de philosophie politique et juridique de l'université de Caen sous la direction de Simone Goyard-Fabre intitulée « Les implications éthiques et politiques des pensées négatives de Schopenhauer à Spengler (1818-1918) »,.

### Enseignement et début de carrière d'auteur

#### Professeur de philosophie en lycée
Michel Onfray enseigne la philosophie au lycée technologique privé catholique Sainte-Ursule de Caen pendant 19 ans, de 1983 à 2002. À la fin de cette période, il ne supporte plus l'autorité de l'institution qui l'emploie et déclare : « J'adore mes élèves mais j’en avais marre de la police de l’Éducation nationale » et se lasse de répéter les mêmes cours.

#### Premières publications

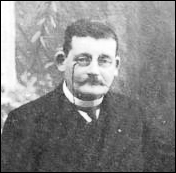
Georges Palante en 1914.

En 1988, Michel Onfray envoie son premier manuscrit, « une étude très fouillée consacrée à la figure oubliée du philosophe nietzschéen Georges Palante, à un petit éditeur d’Ille-et-Vilaine », Folle Avoine, qui le publie l'année suivante sous le titre Physiologie de Georges Palante : Pour un nietzschéisme de gauche.
La rééducation qu'il effectue après l'infarctus qu'il fait à l'âge de 28 ans, en 1987, est à l'origine de son deuxième ouvrage, Le Ventre des philosophes : Critique de la raison diététique, initialement intitulé Diogène cannibale, publié en 1989 chez Grasset par l'intermédiaire de Jean-Paul Enthoven.
En 1991, Onfray intègre le comité de rédaction de La Règle du jeu, revue que vient de créer Bernard-Henri Lévy et dans laquelle il publiera six articles. Il quitte celle-ci en 1998, alors qu'elle change de formule. Il affirme plus tard n'être « allé que deux fois » au comité de rédaction et ne pas s'y être senti « du tout à [sa] place ». Plus globalement, il estime s'être « fait instrumentaliser par Grasset » et avoir été traité « comme un fantassin de l'équipe BHL », avouant ne pas être fier de cet épisode.

#### Première apparition télévisée
En 1995, Michel Onfray participe, pour la première fois, à une émission de télévision en tant qu'auteur. Il est, en effet, invité à Bouillon de culture, pour présenter son essai La Raison gourmande : Philosophie du goût (Grasset, 1995).

#### Première responsabilité éditoriale
De 1998 à 2000, il dirige la collection « La Grande Raison », expression empruntée à Friedrich Nietzsche, extraite d'Ainsi parlait Zarathoustra, de la paire d'éditeurs Grasset et Mollat.

### Université populaire de Caen (2002 - 2018)

Logo de l'université populaire de Caen.

En 2002, Michel Onfray a déjà écrit une vingtaine d'ouvrages, il démissionne alors de l'Éducation nationale pour créer une université populaire,. Il en écrit le manifeste, publié par son éditeur en 2004 sous le titre La Communauté philosophique : Manifeste pour l'Université populaire et l'implante à Caen, dans sa région d'origine, où il organise chaque année le séminaire de philosophie hédoniste, qui constitue le corps de son projet de contre-histoire de la philosophie,.
Il présente son initiative en se référant aux universités populaires du XIXe siècle, où des intellectuels proposaient des cours gratuits aux prolétaires,. Il précise vouloir actualiser l'objectif ainsi : « démocratiser la culture au travers d’un accès gratuit au savoir, mais une culture vécue comme un auxiliaire de la construction de soi et non pas comme un énième signe de reconnaissance sociale ».
Michel Onfray est également motivé par l'accession au second tour des élections présidentielles françaises de 2002 de Jean-Marie Le Pen, candidat du Front national dont il combat les idées,,,. Il cite Auguste Blanqui qui, selon lui, s'inquiétait en son temps de la pertinence du principe du suffrage universel pour un peuple illettré. Il fait le parallèle avec la situation présente d'une population qu'il juge entretenue « dans l’obscurantisme par le système économique libéral présenté comme l’horizon indépassable par la droite et la gauche de gouvernement ».
À l'origine, l'université compte un « noyau dur » de cinq fondateurs : Michel Onfray, Séverine Auffret, philosophe et féministe, Gilles Geneviève, ancien instituteur, Gérard Poulouin, agrégé de lettres modernes et enseignant et Raphaël Enthoven, philosophe. Ce dernier quitte l'équipe après quelques années.
L'accès à l'université est libre. Les professeurs sont bénévoles. Il n'y a pas d'examens, ni de présence obligatoire ou de diplôme. Elle est organisée par l'association Diogène & Co, qui n'a aucun adhérent. Son bureau est constitué de Micheline Hervieu, ancienne libraire d'Argentan, et de François Doubin, ancien ministre radical de gauche de François Mitterrand et ancien maire d'Argentan. Son budget est d'environ 80 000 euros par an, provenant uniquement de subventions publiques jusqu'au début des années 2010. Le Conseil régional de Basse-Normandie ayant demandé à l'association de disposer de ressources propres, celle-ci a développé les ventes de produits dérivés. Dans un article de la Revue du crieur publié en 2015, le journaliste Nicolas Chevassus-Au-Louis indique que cette instance « ne joue aucun rôle dans le fonctionnement de l'association. De fait, seul Michel Onfray et ce qu’il appelle « sa garde rapprochée » formée de vieux amis normands, dirigent l'université populaire de Caen (en particulier dans le choix, par cooptation, des nouveaux enseignants), hors de toute procédure formalisée ».
Dès la première année, elle accueille 10 000 personnes. Selon Nicolas Chevassus-au-Louis, grâce au succès de son université populaire, Michel Onfray acquiert une « aura de philosophe du peuple ». Il augmente aussi sensiblement ses passages dans les émissions de radio et télévision, passant d'une vingtaine d'apparitions par an au mieux avant 2002, à une apparition minimum par semaine ensuite.
Michel Onfray lance également, en 2006, l'université populaire du goût à Argentan, avec pour objectif initial de proposer une éducation à la gastronomie. Après 2012 et un conflit entre celui-ci et certains de ses collaborateurs, Nicolas Chevassus-au-Louis estime qu'« [elle] se transforme en une succession d’événements-spectacles, bien éloignés de l'esprit originel ». Elle est délocalisée, en 2013, à Chambois, village natal du philosophe.
En septembre 2018, après avoir appris que France Culture, sous la direction de Sandrine Treiner, cessait la diffusion de ses conférences, Michel Onfray annonce la fin de sa participation à l'université populaire de Caen. Il dénonce, sur sa web TV, des pressions politiques du pouvoir en place et une atteinte à liberté de conscience, de pensée et d'expression. En retour, la direction de la station explique que sa décision est uniquement motivée par le respect des standards de la chaîne et le pluralisme des intervenants et que France Culture est libre de tout pouvoir.

### Participation àSiné hebdo(2008-2010)
En 2008, en compagnie de Guy Bedos, Siné et son épouse, Michel Onfray participe à la souscription de lancement de l'hebdomadaire satirique Siné Hebdo.

### Direction de collection chez Autrement (depuis 2012)
Depuis 2012, il dirige, aux éditions Autrement, la collection « Université populaire et Cie », qui compte dix-sept titres en 2021.

### Création de la revueFront populaire
En mai 2020, il crée avec le producteur de télévision Stéphane Simon,, le mook Front populaire, le 23 juin 2020 avec comme intervenants Jean-Pierre Chevènement, Didier Raoult, Céline Pina, Mathieu Bock-Côté, Barbara Lefebvre, François Boulo et Philippe de Villiers,. En août 2020, 70 000 exemplaires sont vendus (sur 100 000 imprimés), pour 45 000 abonnés et un million de visiteurs uniques sur le site internet en deux mois,, « les souverainistes de droite, de gauche et, surtout, d’ailleurs – à savoir ceux qui ne se reconnaissent pas dans le jeu politique bipolarisé, donc manichéen »,,. La création de la revue suscite de nombreuses réactions dans les médias,,,,.
Le journaliste Romaric Godin analyse dans un article intitulé « Onfray, un proudhonisme de droite ? » : « Michel Onfray peut effectivement hausser les épaules lorsqu’on lui reproche de « faire le jeu » de l’extrême droite. Dans une logique proudhonienne, cela n’a effectivement pas de sens. Finalement, il en irait de la présence dans Front populaire de Michel Onfray et d’Alain de Benoist comme de la correspondance de Proudhon avec Marx et Engels, avec lesquels il s’opposait sur bien des points ». Pour Philippe Corcuff, la revue est le « principal laboratoire du confusionnisme », qu'il définit comme le brouillage entre les frontières idéologiques de la gauche et de la droite, car elle donne la parole, sous un titre de gauche, à « des interlocuteurs d’extrême droite ou de droite radicale ».
Charlie Hebdo consacre un dossier à l'annonce du magazine.
- Jean-Yves Camus considère que « Front populaire sera donc un titre de plus dans une presse "antisystème" qui se porte bien. », le mettant dans la même catégorie que Causeur, Valeurs actuelles, Éléments ou L’Incorrect  et évoquant des personnalités comme Éric Zemmour, Charlotte d’Ornellas, Gilles-William Goldnadel ou Natacha Polony.
- Fabrice Nicolino considère que « Il n’y a plus de solution de continuité entre le polygraphe Onfray, Élisabeth Lévy de Causeur ou Éric Zemmour ».
- Interviewé par Laure Daussy qui pointe les figures d'extrême droite (Philippe de Villiers) ou pro-Kremlin (Jacques Sapir) dans la liste des auteurs, Jean-Pierre Chevènement déclare « Je vois que je côtoie des personnes que je n’ai pas souhaité côtoyer », et précise qu'il n'a fait qu'écrire un article « à titre purement amical pour Michel Onfray » sans savoir l'usage que celui-ci allait en faire.

Après la sortie du premier numéro, Jean-Yves Camus déclare que, « sans rien retirer aux critiques précédemment émises dans cette chronique sur les présupposés du projet », ce premier numéro n'est « en aucun cas un brûlot néofasciste », mais « une revue antilibérale, populiste et souverainiste ».
Il participe en 2024 au cycle d'extrême droite le « Printemps de la liberté d'expression », à Perpignan.

### Vie privée et familiale
L'enseignante d'italien et de français Marie-Claude Ruel, née en 1951 et compagne de Michel Onfray depuis 1976, décède en août 2013. L'ouvrage Cynismes : Portraits du philosophe en chien (Grasset, 1990) et le poème Un requiem athée (Galilée, 2013) lui sont dédiés. À la suite de cette disparition, le philosophe quitte Argentan pour s'installer à Caen.
Il épouse, à la fin 2018, son assistante Dorothée Schwartz avec qui il entretenait une liaison depuis vingt-cinq ans, y compris durant son précédent mariage. Selon lui, les deux femmes étaient au courant de la situation. Sa nouvelle femme est par ailleurs salariée de l’association « Diogène & Co » qui gère l'université populaire de Caen.

## Œuvre
Selon le magazine Le Point, les écrits de Michel Onfray sont traduits dans 28 langues et c'est en 2019 qu'il a publié son centième ouvrage.

### Principaux ouvrages

#### Traité d'athéologie(2005)
L'essai Traité d'athéologie : Physique de la métaphysique est publié aux éditions Grasset en janvier 2005. Il est composé de quatre parties portant respectivement sur l'athéologie, les monothéismes, le christianisme et la théocratie. La sortie de l'ouvrage à charge contre les religions fait l'objet de nombreuses critiques,,,,. Plusieurs auteurs répondent à Michel Onfray par écrit à ce qu'ils considèrent être des attaques contre la foi chrétienne et les croyances en général. Le Traité d'athéologie est en 2015 le plus grand succès de librairie de Michel Onfray, avec quelque 370 000 exemplaires vendus toutes éditions confondues,. Il montre un regain d'intérêt, en France, en 2005, pour les questions relatives à l'athéisme.

#### La Religion du poignard(2009)

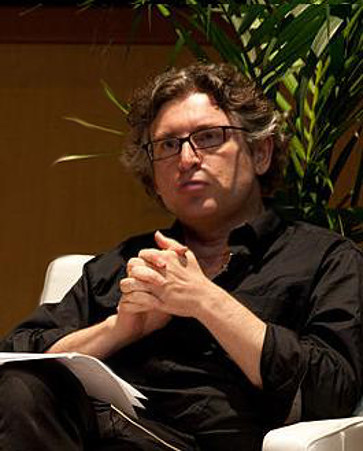
Michel Onfray en 2009.

L'essai La Religion du poignard : Éloge de Charlotte Corday est publié en 2009 chez Galilée. L'historien Guillaume Mazeau publie une tribune sur le site Internet du journal Le Monde et reproche à Michel Onfray d'avoir écrit un « brûlot truffé d'erreurs grossières » « historiquement médiocre et politiquement scandaleu[x] » et que cette « désinvolture vis-à-vis des sources réduit cet essai à ce qu'il est : une mauvaise paraphrase de la droite cléricale et monarchiste du XIXe siècle ».

#### Le Crépuscule d'une idole(2010)
L'essai Le Crépuscule d'une idole : L'Affabulation freudienne est un essai portant sur Sigmund Freud dans les domaines de la psychanalyse et de l'épistémologie de la psychologie publié aux éditions Grasset en janvier 2010. Sa sortie fait l'objet de nombreuses critiques,. Dans cet essai, Onfray conteste la psychanalyse freudienne vue par lui comme une psychologie-littéraire donc non scientifique. Plusieurs auteurs répondent à Michel Onfray par écrit à ce qu'ils considèrent être des attaques contre Freud et la psychanalyse.

#### L'Ordre libertaire(2012)

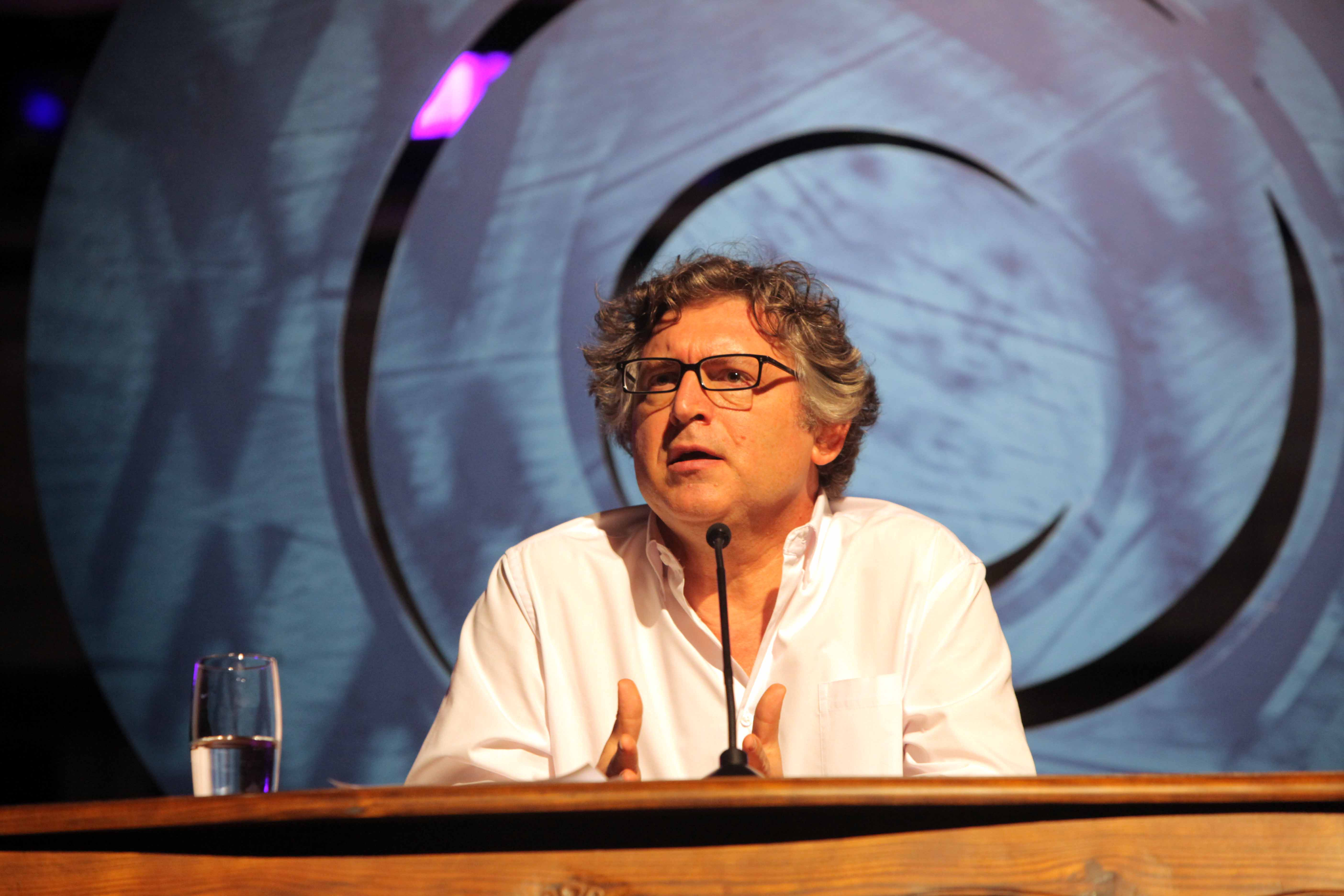
Michel Onfray (2012)

Michel Onfray publie L'Ordre libertaire : La Vie philosophique d'Albert Camus en janvier 2012 chez Flammarion. Il s'agit d'un essai portant sur le parcours d'Albert Camus et réhabilitant sa pensée philosophique. De nombreuses recensions contrastées de cet essai sont publiées dans la presse.

#### Diogène Le Cynique(2014)
En octobre 2014, les éditions Autrement publient un essai d'Adeline Baldacchino, Diogène Le Cynique : Fragments inédits, dans la collection « Université populaire & Cie » dirigée par Michel Onfray. Ce dernier en signe également la préface. L'ouvrage comprend 48 pages de « Fragments inédits », publiés pour la première fois en langue française en France. L'écrivain Pierre Jourde qualifie alors Onfray et Baldacchino d’« escrocs intellectuels » pour avoir présenté comme inédits des fragments de Diogène de Sinope déjà publiés auparavant en langue anglaise.

#### Cosmos(2015)
L'essai Cosmos : Une ontologie matérialiste est publiée aux éditions Flammarion en mars 2015.[réf. nécessaire]
Dans un article du Monde diplomatique de juillet de la même année, l'écrivaine et journaliste Évelyne Pieiller estime que Michel Onfray se rapproche de l'ordre et d'une certaine spiritualité.

#### Le Miroir aux alouettes(2016)
L'essai Le Miroir aux alouettes : Principes d'athéisme social est publié en 2016 chez Plon.
À cette occasion, Christophe Barbier et Marion Piasecki de L'Express estiment que Michel Onfray divise la gauche en trois, entre la gauche révolutionnaire, la gauche libérale et la gauche libertaire. Selon eux, Onfray appartiendrait à ce dernier courant.

#### Décadence(2017)
L'essai Décadence : Vie et mort du judéo-christianisme est publié en février 2017 aux éditions Flammarion. Michel Onfray y annonce la fin de la « civilisation judéo-chrétienne ». Le sociologue Jean-François Dortier critique l'ouvrage en affirmant que la démonstration de Michel Onfray reposerait sur l'amalgame entre christianisme et chrétienté d'une part, et entre occident et christianisme d'autre part.
La même année, parait l'essai Monsieur Onfray au pays des mythes de Jean-Marie Salamito, spécialiste de l'histoire du christianisme antique. Celui-ci répond point par point aux arguments de Michel Onfray. Il lui reproche essentiellement un manque de rigueur intellectuelle et une méconnaissance élémentaire des sources,,. Le philosophe Yvon Quiniou critique l'ouvrage dans un billet de blog du journal en ligne Mediapart.

#### L'Art d'être français(2021)
L'Art d'être français est un essai politique sous forme d'une série de lettres adressées à la jeunesse paru aux éditions Bouquins[réf. nécessaire].

### Sites Internet et WebTV
En septembre 2016, Michel Onfray lance une plateforme Internet consacrée à son travail, michelonfray.com, laquelle se veut une réponse aux médias qui l'accusent de se rapprocher de l'extrême droite et doit servir à « organiser la visibilité de l'université populaire de Caen (UPC) ». Celle-ci diffuse des chroniques, des billets d'humeur ainsi que des vidéos, des cours et une section archives qui « regroupe l'ensemble des prises de parole de Michel Onfray ».

### Films et spectacles scéniques
Le philosophe apparait dans six films :
- Une conférence de Michel Onfray. Naissance d'une Université Populaire, avec la participation de Stéfan Leclercq, DVD, éd. Sils Maria, 2005.
- Le Plaisir d'exister. Michel Onfray & les universités populaires et Retrouver le goût, d'Olivier L. Brunet, Antoine Martin Productions, 2007.
- Contact avec Michel Onfray, de Stéphan Bureau, Contact TV, 2008.
- Michel Onfray. Philosophe, ici et maintenant, d'Élisabeth Kapnist, DVD, Frémeaux & Associés, 2009.
- Regards sur le sport : Michel Onfray, philosophe, en compagnie de François L'Yvonnet, film réalisé par Benjamin Pichery, INSEP, 2010.
- Michel Onfray, philosophe citoyen, d'Olivier Peyon, collection Empreintes, France 5, 2011.

Il apparaît aussi en voix off dans Coupable (2008) de Laetitia Masson parlant de l'amour et du désir vain de l'âme sœur,.
En 2012, Michel Onfray crée, au Théâtre des Cordes, à Caen, le spectacle scénique « La Sagesse des abeilles. Première leçon de Démocrite », dirigé par Jean Lambert-wild.

## Axes philosophiques principaux

### Hédonisme
En 2010, Jean Montenot, journaliste à L'Express, le décrit comme un « parangon moderne d'Épicure » :

« Ses livres, ses cours et ses conférences ont beaucoup contribué à faire connaître Épicure à un large public et davantage encore les multiples ramifications historiques de l'épicurisme. […] Dans sa Théorie du corps amoureux, Onfray célèbre le sens du concret, l'érotisme solaire et l'antiplatonisme pré-nietzschéen d’Épicure. »

### Matérialisme
Dans la conception qu'Onfray a au sujet de la question du matérialisme, l'acceptation de la vie est liée à l'acceptation des plaisirs qui lui sont associés, sans céder à la peur, aux superstitions, aux culpabilités qui peuvent freiner la joie d'être,. Dans Contre-histoire de la philosophie, Onfray passe en revue les philosophes matérialistes, peu mis en lumière dans la philosophie enseignée au lycée. Pour ces matérialistes, le corps et l'esprit sont intimement liés, ce qui les conduit à renouer avec la matérialité.

### Inspiration de Nietzsche
Onfray est influencé par Friedrich Nietzsche,,. Il traite le sujet du « nietzschéisme de gauche » en 2002 dans un essai intitulé Physiologie de Georges Palante : Pour un nietzschéisme de gauche et dans l'ouvrage consacré à Albert Camus, L'Ordre libertaire, en 2012.[réf. nécessaire]
Dans l'essai Le Tribun de la plèbe, Henri de Monvallier soutient que Michel Onfray admire le grand nietzschéen de gauche Albert Camus, à qui il consacre un essai presque « autobiographique » en 2012, L'Ordre libertaire, en raison d'une même opposition farouche à la peine de mort, des ressemblances entre les trajectoires des deux hommes et leur rapport similaire à leur père ainsi qu'un même sentiment d'illégitimité.

### Anarchisme, libertarisme

#### Inspiration de Proudhon
Chantal Gaillard, membre de la Société P.-J. Proudhon et rédactrice du Dictionnaire Proudhon, publié par les éditions Aden, dit de Michel Onfray qu'il est, comme Pierre-Joseph Proudhon avant lui, un philosophe plébéien, fier de ses origines modestes, et que tous deux « estiment que ce parcours exceptionnel leur donne des devoirs envers ce peuple dont ils sont issus ». Elle précise :

« Leur préoccupation principale est donc la mise en pratique de la « démopédie », néologisme créé par Proudhon : il s’agit de donner la parole au peuple, c’est-à-dire l’outil intellectuel nécessaire pour exprimer sa pensée et ses besoins. Le rôle d’un philosophe plébéien consiste donc à aider le peuple à réfléchir sur le fonctionnement de la société et de la démocratie, afin qu’il cesse d’être dominé par l’élite politique et économique. Dans ce but, le philosophe plébéien propose des pistes pour instaurer une véritable démocratie grâce au mutualisme, et au fédéralisme appliqué aussi bien dans la vie économique que dans la vie politique. »

Dans le même sens, le docteur en philosophie, Henri de Monvallier écrit que : « Comme Proudhon, lui-même provincial et issu du peuple […], et contrairement à Marx, Onfray a découvert la misère, la pauvreté et l'exploitation non dans les bibliothèques, mais dans le réel de sa vie concrète et quotidienne […]. La trajectoire politique d'Onfray […] doit être comprise comme une double fidélité : à la mémoire de son père et à l'enfant qu'il a été. À la classe sociale, donc, d'où il vient […]. Cette colère mutique et rentrée […], il va la transformer en énergie au service du peuple ». Il définit Onfray comme un tribun de la plèbe, « une sorte de personnage conceptuel transhistorique qui définit celui qui se fait le porte-voix des sans-voix, qui fait entendre dans l'espace public et le débat politique la parole et les intérêts de la fraction majoritaire de la population, les gens simples et modestes, sans instruction ni culture ».

#### Gauche camusienne

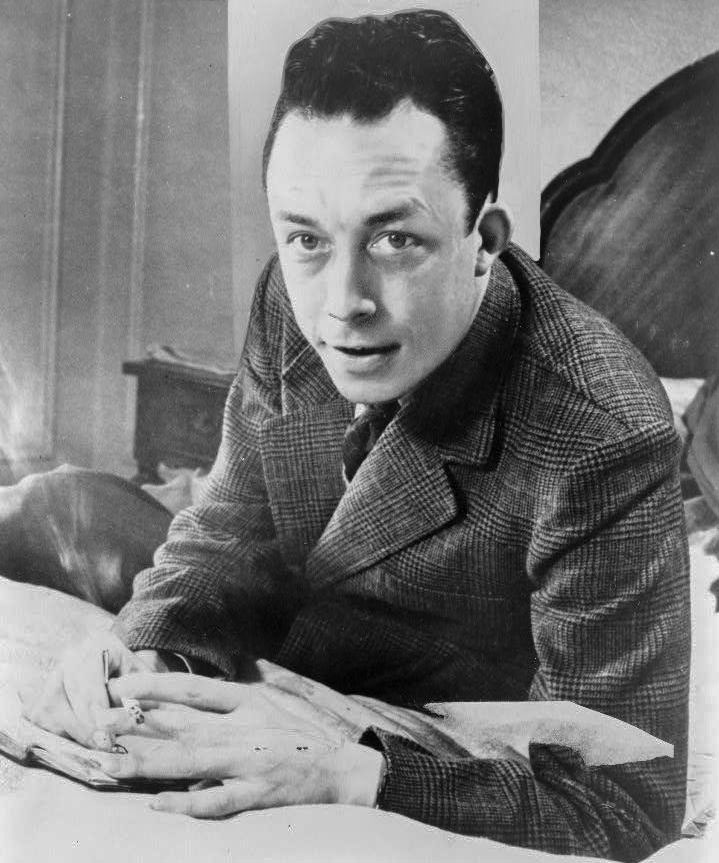
Albert Camus (1957)

À la suite du livre d'Onfray consacré à Camus publié en 2012, Lou Marin écrit « Onfray contre les libertaires ». Dans Le Monde libertaire no 1726, un article relate qu'au cours d'une conversation privée, Michel Onfray aurait suggéré au président Nicolas Sarkozy d’exhumer Albert Camus de sa tombe de Lourmarin pour le transférer, en tant qu’écrivain national, au Panthéon. Onfray accepte la proposition de la maire UMP d'Aix-en-Provence Maryse Joissains de prendre en charge la réalisation d'une exposition consacrée à Albert Camus dans le cadre Marseille-Provence 2013 avant de se rétracter au bout de quelques semaines. Onfray et Joissains auraient eu pour projet de réaliser une « Maison de l’anarchie » à Aix-en-Provence.

##### Pacifisme, non-violence et opposition à la peine de mort
Le docteur en philosophie Henri de Monvallier écrit : « Les engagements de Camus sont nombreux, mais ils sont organisés à l'origine par une colonne vertébrale : le refus de la peine de mort. Et, comme dans le cas [de Michel] Onfray avec le corps de son père mutilé, cette transmission qui joue le rôle généalogique capital dans la construction du tempérament éthique, intellectuel et politique du philosophe est effectuée par le père. »
Monvallier indique que, comme Camus et son engagement pour la paix durant la guerre d'Algérie, Michel Onfray est pacifiste et considère que, derrière la peine de mort et la guerre, il y a des réalités dont on n'a pas forcément conscience (le voyeurisme d'une foule dont on flatte le goût du sang, des populations errantes, des morts et des destructions etc.). Il pense la guerre « comme une solution uniquement défensive, […] une fois que l'on a tout essayé en matière de compromis, de dialogue et [de] diplomatie », comme quelque chose « de tellement terrible que, même si on ne peut pas l'exclure absolument, on ne peut la déclarer et la déclencher ». « [La guerre] crée des ennemis qui ne sont pas personnels […] mais collectifs et qui, par la seule raison de leur appartenance à un camp qui n'est pas le nôtre, deviennent des morts potentiels. »
Il conclut que, pour Onfray, se « revendiquer [d']une gauche camusienne, c'est […] ne jamais pousser à la guerre, ne jamais la justifier de quelque façon que ce soit, contrairement à ceux qui […] disent vouloir « la guerre sans l'aimer » ».
Il note également qu'Onfray, comme Camus pendant la guerre d'Algérie, s'oppose, en matière de guerre (civile ou internationale) au jacobinisme, « à l'idée d'un État centralisé et fort voulant faire plier les autres à sa volonté par le haut » et indique que le philosophe plaide pour une politique girondine, à partir du bas et du local.

##### Opposition au dogmatisme
Le docteur en philosophie, Henri de Monvallier considère que Michel Onfray se rapproche d'Albert Camus[réf. nécessaire]. Selon lui, Onfray penserait l'actualité en libertaire et de façon satirique.

## Prises de positions politiques et polémiques

### Évolution politique
Selon un article de France Info de 2015, Michel Onfray est classé à gauche pendant de « nombreuses années », avant d’être désigné, en 2015, comme ayant une « dérive droitière » par le Premier ministre Manuel Valls.

#### Gauche antilibérale (avant 2010)
Selon Michel Onfray, il aurait voté pour François Mitterrand en 1981, soutenu Pierre Juquin, puis se serait rapproché du Nouveau Parti anticapitaliste. Il déclare avoir voté pour Olivier Besancenot au premier tour de la présidentielle de 2002, et aurait dîné avec lui en 2005. D'après Libération, Onfray n'est pas un marxiste et son positionnement est singulier : il est notamment pro-nucléaire et pro-loi sur le voile,. En 2006, d'après Libération, « ses convictions de gauche s'ancrent dans ses origines très modestes, le pensionnat à 10 ans, l'usine pour payer ses études ».
Lors des élections présidentielles de 2007, il soutient d'abord José Bové, puis Olivier Besancenot, déclarant que ce dernier a proposé une « union de la gauche radicale à Marie-George Buffet, Arlette Laguiller et José Bové »,. Il ne vote finalement pas au second tour, changeant d'opinion après que Ségolène Royal a annoncé qu'elle prendrait peut-être François Bayrou comme Premier ministre. En 2009, il appelle à voter Front de gauche pour les régionales de 2010, estimant qu'il représente une union de la gauche anti-libérale,.
Pour l'historien d'Oxford Sudhir Hazareesingh, qui est cité dans le contexte d'un dossier sur la « Polémique Onfray » en 2016 dans Libération, Michel Onfray est « un libertaire assez classique, un proudhonien qui se méfie des élites et du système parlementaire […], un homme de gauche attaché à la défense de la classe ouvrière et à l'éducation populaire ».

#### Souverainisme de gauche (années 2010)

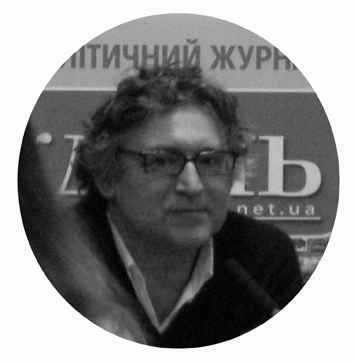
Michel Onfray en 2010.

Selon l'universitaire Élisabeth Roudinesco en 2010, Michel Onfray « se veut libertaire, d’extrême gauche, adepte de Proudhon contre Marx et se proclame le défenseur du peuple exploité par le capitalisme ». D'après le politologue Philippe Corcuff, Michel Onfray, qui s'inscrivait dans les années 1990-2000 dans la « gauche antilibérale », se présente à partir des années 2010 comme un « souverainiste de gauche ». Onfray se réfère alors notamment à Jean-Pierre Chevènement, avec pour différence une vision « girondine » au lieu d'une « jacobine », c'est-à-dire centralisatrice.
En vue de l’élection présidentielle de 2012, il prend position pour la candidature du socialiste Arnaud Montebourg, qu'il affirme être « le seul candidat de gauche au PS »,. Il ne soutient plus Jean-Luc Mélenchon, reprochant notamment à ce dernier d'avoir déclaré que « Cuba n’est pas une dictature »,.
En septembre 2014, après que Michel Onfray a fait une déclaration critique sur ce que certains nomment la « théorie du genre » et l'Éducation nationale, de nombreux journaux de gauche réagissent vivement. Le magazine Marianne affirme alors que Michel Onfray, « autrefois philosophe favori de la gauche [est désormais un] véritable paria de son camp ».
Selon le philosophe Robert Maggiori : « Hédonisme, matérialisme, athéisme (et « post-anarchisme ») : telles sont les bornes entre lesquelles la pensée de Michel Onfray s'est déployée ».
Le politologue Philippe Raynaud estime en 2016 que « Michel Onfray, qui pense que la montée du Front national est le fruit du « social-libéralisme » (c’était un des grands thèmes de son cours à l’université), reste plus que jamais de gauche et le montre en demandant aux socialistes d’honorer leurs promesses sur le droit de vote des étrangers non communautaires aux élections locales ».
L'Express le qualifie en 2020 de « socialiste libertaire passionné de Proudhon ».

#### Détournement et critique de la gauche française (depuis 2015)
Selon Philippe Corcuff, qui a été très proche de Michel Onfray, plusieurs facteurs expliquent sa droitisation. Parmi ceux-ci, le décès de sa femme en août 2013 a constitué un élément important de son évolution politique.
En 2015, Michel Onfray reproche à la gauche d'avoir abandonné ses idéaux concernant l'emploi.
Le 26 février 2015, Le Point lui fait une place dans son dossier intitulé « La vraie droite : Ceux qui ont encore des idées ». Onfray déclare à cette occasion : « Concluez si vous voulez que je préfère une analyse juste d'Alain de Benoist à une analyse injuste de Minc, Attali ou BHL et que je préfère une analyse qui me paraisse juste de BHL à une analyse que je trouverais injuste d'Alain de Benoist… Les Papous vont hurler ? ».
Le 8 mars, Manuel Valls déclare lors d'un entretien sur Europe 1 : « Quand un philosophe connu, apprécié par beaucoup de Français, Michel Onfray, explique qu'Alain de Benoist, qui était le philosophe de la Nouvelle Droite dans les années 1970 et 1980, qui d'une certaine manière a façonné la matrice idéologique du Front national, avec le Club de l'Horloge, le Grece, […] au fond vaut mieux que Bernard-Henri Lévy, ça veut dire qu'on perd les repères. ». Onfray répond au Premier ministre en le traitant de « crétin »,,,. L'Express voit dans le conflit entre Valls et Onfray une fracture idéologique de la gauche, et classe Manuel Valls dans une gauche libérale et européenne, et Onfray dans une gauche « old school et souverainiste ».
Le 10 septembre 2015, après la publication dans les médias d'une photographie du corps d'un tout jeune garçon syrien, Michel Onfray donne une interview au Figaro où il émet des doutes sur la photo, évoquant manipulation ou intention. Le journaliste engagé Laurent Joffrin accuse Onfray, dans Libération, de « faire le jeu du Front national »,. Onfray lui répond dans une tribune du Monde en listant ce qui selon lui le sépare du Front national : opposition à la peine de mort, défense de l’avortement et du mariage homosexuel, défense de l'euthanasie. De plus, Michel Onfray accuse la « fausse gauche » de porter la responsabilité de la progression du Front national, cette gauche s'étant convertie selon lui au libéralisme à partir de 1983 et en ayant abandonné le peuple pour les « marges » (homosexuels, sans-papiers, étrangers),,. Un débat médiatique s'ensuit, qualifié de « polémique sans fin » par France Info. Le politologue Laurent Bouvet estime que Michel Onfray permet de « clarifier enjeux et clivages » au sein de la gauche. Pour Michel Eltchaninoff, qui se réfère au philosophe des sciences Karl Popper, une hypothèse du type « faire-le-jeu-de » n'est pas « scientifique », dans la mesure où elle est trop vague et peut donc être soutenue par n'importe quel fait.
La polémique s'appuie également sur une autre prise de position de Michel Onfray. Le 21 août 2015, l'économiste Jacques Sapir émet l'idée d'une alliance entre le Front national, Jean-Luc Mélenchon, Jean-Pierre Chevènement et Nicolas Dupont-Aignan. Michel Onfray estime alors que cela serait une « bonne idée [de] fédérer les souverainistes des deux bords », en y incluant les électeurs du Front national. Marine Le Pen, présidente du FN, déclare : « Tout intellectuel qui sort du troupeau bêlant du politiquement correct est un allié objectif du Front national. » Michel Onfray répond qu'il ne soutient pas le Front national et annonce le 18 septembre une réunion visant à répondre aux accusations de faire le jeu du FN avec Jean-Pierre Chevènement, Régis Debray, Alain Finkielkraut, Pascal Bruckner, Jean-François Kahn, Jean-Pierre Le Goff, et d'autres. Onfray déclare : « nous existons à gauche, […] nous ne sommes pas instrumentalisables ». Néanmoins, le 24 septembre 2015, le FN lance un appel « Aux intellectuels de gauche qui se veulent toujours de gauche », visant notamment Michel Onfray,.
Le politologue Thomas Guénolé estime que la priorité pour Michel Onfray est de se préoccuper des pauvres d'un point de vue économique et social, et que son positionnement à la « gauche radicale [ne fait donc] aucun doute ». Thomas Guénolé voit dans la polémique de septembre 2015 autour de Michel Onfray une résurgence d'un clivage apparu lors du Référendum français sur le traité établissant une Constitution pour l'Europe en 2005 entre les « oui », favorables au projet européen, et les « non », opposés au projet. Pour Guénolé, Michel Onfray, Jacques Sapir et Emmanuel Todd sont les représentants du « Non de gauche »,. D'après le chroniqueur politique Bruno Roger-Petit, Thomas Guénolé estime que le « Non de gauche » est la « vraie gauche », Guénolé déclarant notamment : « Être de gauche et dire qu'il faut sortir de l'euro pour ne plus se voir interdire les relances monétaires keynésiennes, ce n'est pas faire le jeu du FN. C'est, au contraire, enrayer la dynamique du FN. » Bruno Roger-Petit affirme que Thomas Guénolé tient le même discours souverainiste que Michel Onfray et que ce souverainisme « s’avère être le cache-sexe d’une indéniable dérive droitière », un « nationalisme obtus » qui propose la sortie de Schengen et une immigration choisie, tout comme le propose le Front national.
Le politologue Philippe Raynaud estime que même si Michel Onfray est cité par les dirigeants du Front national, il est « plus que jamais de gauche et le montre en demandant aux socialistes d’honorer leurs promesses sur le droit de vote des étrangers non communautaires aux élections locales ».
En 2015, Michel Onfray accuse également cette « gauche », François Mitterrand en premier, d'avoir instrumentalisé le Front national, ayant besoin d'en faire un « parti fasciste pour pouvoir être anti-fasciste à peu de frais »,,. En retour, ses détracteurs estiment qu'en critiquant la gauche ainsi, il fait le jeu de la droite, voire du Front national. Ainsi, dans un article de 2016, le directeur de la rédaction d'alors du journal Libération, Laurent Joffrin, estime que Michel Onfray exprime sa « haine de la gauche » en partant d'une « réalité politique juste : le divorce de la gauche et des classes populaires » et qu'il confond « une réalité, l'économie de marché, avec une doctrine, le libéralisme économique ». Il estime que les socialistes n'ont pas trahi même s'ils ont accepté ce dernier, car l'économie de marché peut prendre plusieurs formes, libérale comme aux États-Unis ou non libérale comme en Europe où les nations régulent leurs économies. Il affirme que les libéraux ont critiqué diverses réformes réalisées sous Rocard ou Jospin, comme le revenu minimum d'insertion, la prime d'activité, les 35 heures, la loi SRU sur les logements sociaux ou les emplois jeunes et écrit que « c'est la droite qui mène une politique libérale entre 1986 et 1988 alors que quand la gauche quitte le pouvoir en 1986, battue aux élections législatives, elle a nationalisé la moitié de l'industrie française, la totalité du système bancaire […], a accru les prestations sociales, fait voter les lois Auroux, la retraite à 60 ans, l'impôt sur la fortune, la cinquième semaine de congés payés, etc. ».
À la mort de Fidel Castro, en 2016, Onfray rédige une tribune contre le défunt dirigeant et ironise sur la réaction passionnée de Mélenchon. Le philosophe Alain Jugnon publie en 2016 l'« essai polémique » Contre Onfray pour « comprendre et penser [s]a dérive rapide et très droitière ».
En 2018, le journaliste Maurice Szafran le décrit dans Challenges comme « l’un des intellectuels organiques de la […] droite identitaire et conservatrice ». Il critique sa « réflexion de nature conspirationniste visant à diaboliser la construction européenne, à en faire une hydre diabolique ayant pour seul et unique objectif, le malheur, l’asservissement et, enfin, la disparition des peuples et d’Europe ».
En septembre 2019, Michel Onfray déclare « souscrire » aux thèses de François Asselineau, président de l'Union populaire républicaine et défenseur d'un « Frexit ».
En novembre 2019, Michel Onfray déclare que « le capitalisme [...] est consubstantiel à l’homme », un propos qu'il répètera par la suite à de nombreuses reprises,.

#### Années 2020: poursuite de la droitisation

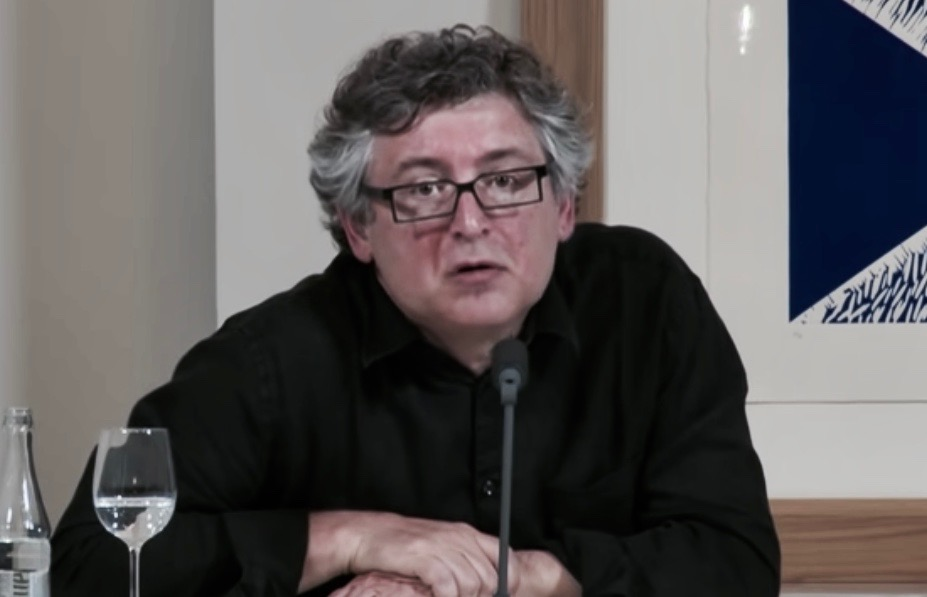
Michel Onfray en 2019.

Le 25 mai 2020, sur Cnews, un débat télévisé avec Éric Zemmour montre à la fois leurs divergences, notamment sur la préférence nationale, mais aussi leurs convergences, notamment autour du populisme et du souverainisme,. Selon Patrick Lusinchi, l’un des dirigeants de la revue de la Nouvelle Droite, Éléments, Onfray « a un côté Zemmour de gauche ».
À la suite du second tour des élections municipales de 2020, Onfray critique, comme Zemmour, le parti Europe Écologie Les Verts, qui a remporté plusieurs grandes villes, en raison de son supposé islamo-gauchisme.
En 2020, à la suite de la parution de la revue Front populaire, les journalistes Abel Mestre et Lucie Soullier, du journal Le Monde, affirment, en mai 2020, qu'« avec sa nouvelle revue […] Michel Onfray séduit les milieux d'extrême droite ». Ils parlent aussi de « dérive droitière ». Le politologue Alain Policar affirme qu'Onfray développe avec la revue un « nationalisme qui ne dit pas son nom » et des thématiques récurrentes autour de l'enracinement et de l'identité nationale. Et le sociologue Alain Policar met en doute l'apport à la revue de Michel Onfray concernant l'« internationalisme prolétarien », affirmant que Michel Onfray ne se préoccupe que des « ouvriers blancs »,.
Plusieurs personnalités de la Nouvelle Droite, tel Alain de Benoist, et d’extrême droite affichent leur soutien ; Marine Le Pen écrit un tweet félicitant une « initiative […] positive [qui] ne peut que [la] réjouir ». Pour sa part, Michel Onfray se défend de tout rattachement politique : « Il y a plus de seize mille personnes qui saluent [le lancement de Front populaire], elle [Marine Le Pen] en fait partie, très bien. Mais on a fait savoir qu’on ne roulerait pas pour elle, ni pour Mélenchon ni pour Philippot ». L’anthropologue Jean-Loïc Le Quellec observe : « Il faut se méfier du déshonneur par association, mais sa dérive droitière est de plus en plus accentuée, alors elle pousse forcément certains à s’agglutiner autour de lui ». Il rejette toute intention politicienne et parle de procès d'intention. Il affirme qu'il n'y a pas de « cache-sexe pour couvrir des ambitions de politique politicienne [ni de] catapulte à candidat » derrière Front populaire.
Nicolas Lebourg, historien spécialiste de l’extrême droite, estime que les convergences avec l’extrême droite se soldent systématiquement avec un ralliement à celle-ci, et déclare : « C’est finalement assez habituel, ces gens-là [comme Michel Onfray] refusent de voir qu’ils ne font pas des convergences, mais qu’ils se rallient ». Selon un article du Monde en 2020, « c’est peu de dire que M. Onfray aime jouer avec les ambiguïtés. » « Populiste » et « anarchiste proudhonien », selon ses propres termes, il aime provoquer sur des thèmes ultrasensibles comme la race ou les religions. Quitte à écrire des lignes très loin de la gauche libertaire dont il se réclame.
En mars 2021, Michel Onfray aborde la théorie raciste et complotiste du grand remplacement lors d'une présentation du quatrième numéro de Front populaire et déclare : « Y a-t-il un grand remplacement ? L'ONU dit « oui », la démographie dit « oui », les indigénistes disent « oui », et quand Renaud Camus dit « oui », on répond « non, c'est un fasciste ».
En juillet 2021, il prend la défense de la messe en latin, symbolique des catholiques traditionalistes. Il attaque ainsi la décision du pape François qui, selon lui, souhaite y mettre fin, et prend la défense de son prédécesseur Benoît XVI.
En avril 2022, quelques jours avant le deuxième tour de l'élection présidentielle, pour lequel Marine Le Pen est qualifiée, il déclare : « Ça me paraît évident que Marine Le Pen n’est pas d’extrême droite ». Daniel Schneidermann rappelle que Marine Le Pen propose un programme politique comportant une « priorité nationale », et estime que Michel Onfray fait preuve d'un « accommodement épuisé à la xénophobie et au racisme ».
En décembre 2022, un entretien croisé sur 42 pages, avec Michel Houellebecq dans la revue Front Populaire, met en évidence plusieurs thématiques de droite réactionnaire partagées. L'idée de grand remplacement est ainsi affirmée. Le magazine Challenges titre ainsi « Houellebecq-Onfray, deux "penseurs" stars de l’extrême-droite se lâchent ». Thomas Legrand, dans Libération, pointe quant à lui les désinformations relayées dans cet entretien.
Depuis mars 2024, Michel Onfray coanime avec Laurence Ferrari une émission hebdomadaire sur CNews et Europe 1.

### Polémiques

#### Polémique «prêtre honoraire du mouvement raëlien» (2006)
Le 4 mars 2006, Michel Onfray se voit contre son gré attribuer le titre de « prêtre honoraire » du mouvement raëlien par Raël qui justifie le titre : « la vision philosophique de Michel Onfray telle que décrite dans ses nombreux ouvrages et ses exposés, est très proche de celle enseignée par le Prophète Raël. Prônant hédonisme, sensualité, mieux-vivre, révolte contre dogmatisme, conformisme et tout conservatisme, il affiche en outre un athéisme sans concessions et dénonce les méfaits de tous les monothéismes ». La presse s'empare de l'affaire, ce qui conduit Michel Onfray à publier un droit de réponse virulent le 16 mars 2006.

#### Retrait de l'exposition consacrée à Albert Camus (2012)
En août 2012, Michel Onfray est pressenti pour le commissariat d'une exposition consacrée à Albert Camus qui doit se tenir à Aix-en-Provence en 2013 pour le centième anniversaire de la naissance de l'écrivain. L'historien Benjamin Stora, initialement choisi pour ce poste, a été écarté par le conseil d'administration de l'association Marseille-Provence 2013. Apprenant cette mise à l'écart, la ministre de la Culture, Aurélie Filippetti, annonce qu'elle retire le soutien du ministère à l'exposition,. Dénonçant — entre autres — « la niaiserie d'une ministre confondant usage public des crédits et punition idéologique », Michel Onfray annonce qu'il se retire de ce projet qu'il qualifie de « pétaudière ».

#### Polémique sur un débat sur Camus (2013)
Le 13 avril 2013, invité à une table ronde à Balma (Haute-Garonne), intitulée « Camus, aujourd'hui », il refuse, appuyé en cela par le maire de la ville, Alain Fillola, de débattre avec le philosophe Michael Paraire,. Auteur de Michel Onfray : Une imposture intellectuelle, ce dernier n'aurait pas averti les organisateurs de la table ronde de la publication de son essai. Onfray est alors accusé de censure par Charlie Hebdo.

#### Affaire de la «théorie du genre à l'école» (2014)

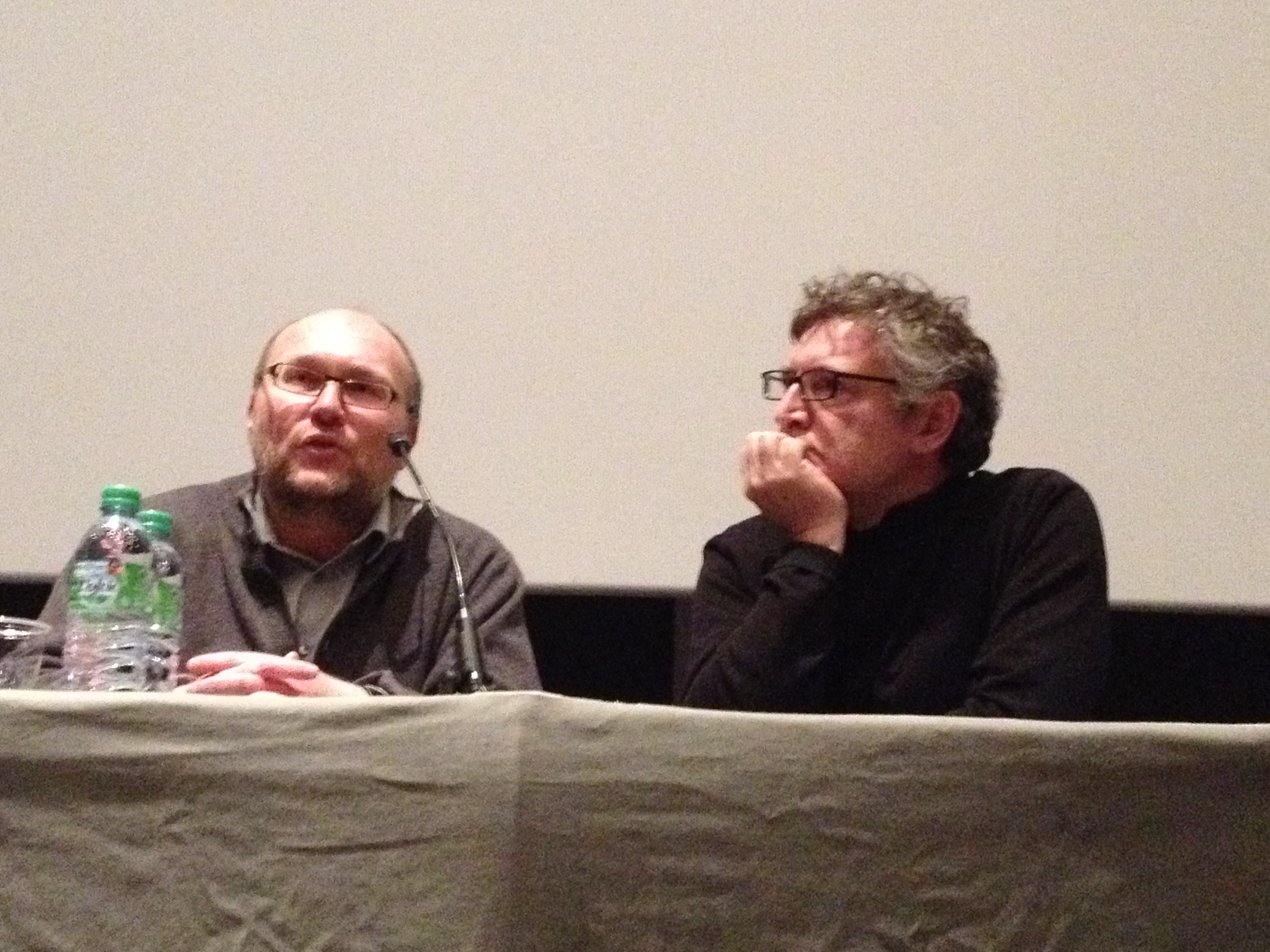
Michel Onfray au côté de l’éditeur musical Patrick Frémeaux (2014).

En 2014, Onfray critique l'école et son enseignement de ce que certains nomment la « théorie du genre » : « L'école républicaine m'a appris à lire, écrire, compter, et à penser. Ce n'est plus le cas aujourd'hui […] avec une école qui a décidé que c'était réactionnaire d'apprendre à lire, écrire, compter, etc. Aujourd'hui à l'école, on apprend le tri des déchets ou la théorie du genre, et la programmation informatique ». Cette déclaration fait réagir plusieurs journalistes, comparant la critique du philosophe à celles de sites « ultra-catholiques »,.

#### Réactions aux attentats du13 novembre 2015en France
Dans une vidéo de propagande publiée le 21 novembre 2015, l'organisation État islamique, qui revendique les attentats du 13 novembre de la même année, reprend des extraits d'entretiens télévisés de Michel Onfray dont un où celui-ci appelle « à cesser de bombarder les populations musulmanes sur la totalité de la planète ». Alain Jean-Robert, journaliste de l'AFP, ajoute que les propos tenus par le philosophe, sur son compte Twitter d'alors, après les attentats, sont également repris dans la vidéo de propagande de Daech. Il dit en outre qu'ayant déclaré que « droite et gauche qui ont internationalement semé la guerre contre l'islam politique récoltent nationalement la guerre de l'islam politique », Michel Onfray plaide que « le travail du philosophe est de mettre en perspective ce qui est avec les conditions qui ont rendu possible ce qui advient » et ajoute que : « Ce qui a eu lieu le 13 novembre est certes un acte de guerre, mais il répond à d'autres actes de guerre dont le moment initial est la décision de détruire l'Irak de Saddam Hussein par le clan Bush et ses alliés il y a un quart de siècle. »
Michel Onfray est alors « accusé par ses détracteurs de jouer les idiots utiles de l'organisation terroriste ». L'historien et journaliste Benoît Rayski l'accuse ainsi de trouver des excuses à Daech et de « crache[r] sur les morts de Paris » tandis que le philosophe Raphaël Enthoven déclare qu'il fait de l'organisation État islamique la « victime de ses victimes ». Le directeur de la publication de Libération, Laurent Joffrin, critique le nombre « d'erreurs factuelles » et la « légèreté intellectuelle » dans la déclaration d'Onfray, et les amalgames qu’il fait sur le monde musulman. Pour le journaliste David Thomson, il est logique que Michel Onfray soit ainsi devenu la « coqueluche » de l'État islamique et de ses militants, dans la mesure où, depuis 2013, il reprenait mot pour mot leur discours.
Quelques jours plus tard, Michel Onfray ferme son compte Twitter, déclarant en avoir assez que ses tweets soient plus importants que ses livres. Dans le même temps, il repousse de quelques mois la publication en France de son essai Penser l'islam.

#### Critiques du mouvement écologiste et de Greta Thunberg, attaques personnelles et climatodénialisme (depuis 2019)
Le 23 juillet 2019, Michel Onfray publie un post sur la militante pour le climat Greta Thunberg, qui effectue le jour même une intervention au sujet du changement climatique à l'Assemblée nationale. Il dit d'elle qu'elle « a […] le sexe et le corps d'un cyborg du troisième millénaire », en plus de l'attaquer sur son jeune âge et son autisme Asperger,. Son texte lui vaut d’être qualifié de misogyne, de négateur des sciences du climat et de réactionnaire,, opposé à l'expression de la diversité neurologique et générationnelle.
Il multiplie ensuite ce type de déclarations qui s'opposent explicitement au consensus scientifique sur le climat, niant que la part principale du réchauffement climatique observé au cours de la seconde moitié du XXe siècle découle des activités humaines,,.

## Distinctions et succès commerciaux
Michel Onfray reçoit le prix Médicis essai en 1993 pour La Sculpture de soi, édité chez Grasset.
En mai 2017, le Château de Montsoreau - musée d'Art contemporain lui remet le prix François-Morellet dans le cadre des « Journées nationales du livre et du vin » (à Saumur), pour sa conférence-entretien « Faut-il brûler l'art contemporain ? »,, éditée en CD chez Frémeaux & Associés.
L'astéroïde (289992) Onfray, découvert en 2005, est nommé en son honneur.
Le Traité d'athéologie et Le Crépuscule d'une idole sont ses deux plus gros succès de librairie avec respectivement, en 2015, 350 000 et 158 000 exemplaires vendus. Quant à la Contre-histoire de la philosophie, donnant lieu à un cycle de conférences données à l'Université populaire de Caen de 2002 à 2015, éditée en CD par Frémeaux & Associés et diffusée sur France Culture, elle aurait atteint les 900 000 exemplaires vendus. L'Antimanuel de philosophie se serait, quant à lui, écoulé à 80 000 exemplaires.
Le journaliste Jamal Henni, dans un article de juin 2020 sur le site du magazine Capital, rapportant les chiffres d’Edistat (hors ventes via Amazon), indique que « l’autre grand philosophe médiatique français, Michel Onfray, a écoulé sur la même période [2004 à 2020], 31 livres à plus de 20 000 exemplaires, et quatre à plus de 100 000 ».
La journaliste Émilie Lanez, dans un article de juillet 2020 sur le site de Paris Match, indique que le nombre d'abonnés au site Internet de Michel Onfray avoisine les 15 000, que 85 000 numéros de la revue Front populaire sont proposés à la vente et que 35 000 personnes sont abonnées à la déclinaison Web de la revue.

## Critiques
Rémi Lélian, critique littéraire et professeur agrégé de philosophie, accuse Michel Onfray, dans l'essai La Raison du vide en 2017, de se draper « dans les oripeaux du politiquement incorrect »,. D'autres critiques, notamment sur le site de l'association Acrimed ou dans la Revue du crieur, reprennent ces arguments et expliquent que, selon eux, le travail d'Onfray est avant tout conditionné par sa dimension médiatique et marketing.
Élisabeth Roudinesco, Guillaume Mazeau ou Ian Birchall,, quant à eux, reprochent à Michel Onfray des erreurs historiques et des approximations que plusieurs de ses ouvrages contiendraient. Le philosophe Yvon Quiniou dénonce, pour sa part, dans l'ouvrage Misère de la philosophie contemporaine, au regard du matérialisme : Heidegger, Husserl, Foucault, Deleuze (L'Harmattan, 2016), l'œuvre de Michel Onfray qui serait « un exemple de cette philosophie contemporaine (française, dans ce cas) dont je dénonce la « misère », voire ici, la « décadence » ».
L'étiquette de « libertaire », revendiquée à plusieurs reprises par Michel Onfray, est contestée par l'essayiste communiste Claude Guillon, qui le critique au sujet de son soutien au capitalisme dans une lettre ouverte au Monde libertaire et, en 2008, au sujet de son attitude dans l'affaire des inculpés de Tarnac. Le sociologue Jean-Pierre Garnier le nomme, en 2012, « le dernier nouveau philosophe ».
Au sujet des vidéos dans lesquelles Michel Onfray parle de physique quantique, le prix Nobel de physique Alain Aspect estime qu'il n'y « comprend manifestement rien ».

## Affaire judiciaire
En mai 2023, une ordonnance de référé du tribunal judiciaire de Paris évoque un acte de parasitisme pour son ouvrage Foutriquet de 2022, qui serait trop inspiré d'un autre ouvrage, Précis de Foutriquet, de Pierre Boutang, que Michel Onfray devait initialement préfacer, avant de renoncer après avoir refusé une correction de l'éditeur. Michel Onfray interjette appel de cette décision,.

#### Essais
- Adeline Baldacchino, Michel Onfray ou l'intuition du monde, Paris, Le Passeur Éditeur, janvier 2016, 233 p. (ISBN 978-2368904220, lire en ligne).
- [Monvallier b] Henri de Monvallier, Le Tribun de la plèbe : Introduction à la pensée politique de Michel Onfray, L'Observatoire, juin 2019, 144 p. (ISBN 979-1032907153, présentation en ligne, lire en ligne).

1. ↑  Monvallier b, p. 35-48. chap. 2 - Une gauche camusienne - Le souci du réel.
2. ↑  Monvallier b, p. 15-16. Introduction - « Le beau nom de tribun de la plèbe ».
3. ↑  Monvallier b, p. 18. Introduction - « Le beau nom de tribun de la plèbe ».
4. ↑  Monvallier b, p. 19. Introduction - « Le beau nom de tribun de la plèbe ».

- Dominique Coutant-Defer, Le Corps de mon père : Autobiographie de ma mère, Paris, lepetitlitteraire.fr, coll. « Fiche de lecture », septembre 2014, 24 p. (ISBN 978-2806231208, lire en ligne).
- Alain Jugnon, Michel Onfray, la force majeure de l'athéisme, Pleins Feux, 2006  (ISBN 2-84729-032-X).
- Alain Jugnon, Antichrists et philosophes : en défense de Michel Onfray, Obsidiane, 2012  (ISBN 2-916447-42-3).
- Martine Torrens-Frandji, Michel Onfray, le principe d'incandescence, Paris, Grasset, octobre 2013, 400 p. (ISBN 978-2246797425, lire en ligne).
- Alain Jugnon, Contre Onfray, Éditions Lignes, janvier 2016, 123 p. (ISBN 978-2355261541, présentation en ligne).
- Rémi Lélian, La raison du vide, Pierre-Guillaume de Roux, mai 2017, 144 p. (ISBN 978-2363712042).
- Gilles Mayné, En finir avec Onfray : Du déni de Bataille à la boboïsation ambiante, Ceyzérieu, Champ Vallon, février 2018, 364 p. (ISBN 979-1026706656, présentation en ligne).
- Aymeric Monville, Misère du nietzschéisme de gauche : De Georges Bataille à Michel Onfray, Belgique, Aden, janvier 2007, 112 p. (ISBN 978-2930402321).
- Michael Paraire, Ainsi pensait Michel Onfray : Réflexions sur une imposture intellectuelle, Independently published, juin 2021, 166 p. (ISBN 979-8521611546).

- Yvon Quiniou, Misère de la philosophie contemporaine, au regard du matérialisme : Heidegger, Husserl, Foucault, Deleuze, Paris, Éditions L'Harmattan, coll. « Ouverture philosophique », juin 2016, 264 p. (ISBN 978-2343095059, présentation en ligne, lire en ligne).
- Jean-Marie Salamito, Monsieur Onfray au pays des mythes : Réponses sur Jésus et le christianisme, Salvator, 2017, 155 p. (ISBN 978-2-7067-1541-9).

#### Ouvrages collectifs
- [Monvallier a] Henri de Monvallier (dir.), Philippe d' Anjou, Michaël Azoulay et Karol Beffa, Michel Onfray, L'Herne, coll. « Cahiers de L'Herne » (no 125), janvier 2019, 288 p. (ISBN 978-2851971951, présentation en ligne).

1. ↑  Monvallier a, p. 13, § 3.
2. ↑  Monvallier a, p. 13-21.
3. ↑  Monvallier a, p. 85.

- [Monvallier c] Michel Meyer (dir.) et Henri de Monvallier (dir. du volume), Revue internationale de philosophie : Michel Onfray, De Boeck supérieur c/o Cairn.info (no 293 et 3/2020), septembre 2020, 226 p. (ISBN 978-2807393516, présentation en ligne, lire en ligne).

1. ↑  Monvallier c, p. 27 à 50. Chantal Gaillard - Proudhon et Michel Onfray, deux philosophes plébéiens.

#### Essais dans lesquels Michel Onfray et son œuvre sont évoqués
- Sébastien Charles, La Philosophie française en questions. Entretiens avec : André Comte-Sponville, Marcel Conche, Luc Ferry, Gilles Lipovetsky, Michel Onfray, Clément Rosset, LGF, 2003  (ISBN 2-253-94346-0).
- [Colson 2001] Daniel Colson, Petit lexique philosophique de l'anarchisme : De Proudhon à Deleuze, Paris, LDP, coll. « Biblio essais », novembre 2001, 378 p. (ISBN 978-2253943150, présentation en ligne).
- Philippe Corcuff, Enjeux libertaires pour le XXIe siècle : Par un anarchiste néophyte, Paris, Le Monde libertaire, coll. « Petite encyclopédie critique », novembre 2015, 296 p. (ISBN 9782915514551, présentation en ligne).
- [Leroy] Max Leroy, Dionysos au drapeau noir : Nietzsche et les anarchistes, Lyon, Atelier de création libertaire, janvier 2014, 150 p. (ISBN 978-2351040690, présentation en ligne), « Michel Onfray : Les Foudres hédonistes », p. 116-129.
- Henri de Monvallier, Le Portefeuille des philosophes : Essai intempestif, Paris, Le Passeur, septembre 2021, 165 p. (ISBN 978-2368908389, présentation en ligne).
- [Pelletier] Philippe Pelletier, Anarchisme, vent debout ! : Idées reçues sur le mouvement libertaire, Paris, Éditions du Cavalier bleu, coll. « Idées reçues », septembre 2013 (1re éd. 2008), 254 p. (ISBN 978-2846705110, présentation en ligne).
- Michel Perraudeau, Dictionnaire de l'individualisme libertaire, Saint-Georges-d'Oléron, Les éditions libertaires, mai 2011, 283 p. (ISBN 978-2919568062), « Onfray M. », p. 158-159.
- Philippe Corcuff, La Grande Confusion : Comment l’extrême droite gagne la bataille des idées, Paris, Textuel, coll. « Petite encyclopédie critique », mars 2021, 672 p. (ISBN 978-2845978546, présentation en ligne).